# Carl Ferdinand Friedrich Lehmann-Haupt
Carl Ferdinand Friedrich Lehmann-Haupt (Hamburg, 1861. március 11. – Innsbruck, 1938. július 24.) német orientalista és történész.

## Életrajza
Friedrich Lehmann, vagy teljes nevén Carl Ferdinand Friedrich Lehmann-Haupt az ügyvéd és fordító Emil Lehmann fia. Joghallgató volt és keleti tanulmányokat folytatott Heidelbergben, Lipcsében, Göttingenben és Baltimoreban. Lehmann-Haupt 1883-ban doktorált Göttingenben Jogtudományi doktor, 1886-ban Berlinben Philosophya doktor képesítést szerzett. 1887-1888-ban  alkalmazottként (írnok) dolgozott a berlini múzeumok egyiptomi osztályán és habilitált 1893-ban Berlinben ókortörténetből Delitzsch és Otto Hirschfeldnél. 1898 és 1899-ben elvállalta kutatás céljából nyugat-Törökországba és Örményországba való utazást, ahol számos urartui feliratot fedezett fel. 1910-ben Berlinben a régészet docense volt.  1913-1914-ben őstörténész professzor az Oxfordi Egyetemen.
A kitört az első világháború, 1914-ben Lehmann-Haupt visszatért Németországba, és az év októberéig a Greifswaldi Egyetemen tanított. 1915-ben nevezték ki professzornak az újonnan alapított Konstantin Opel Ókortörténeti Egyetemen. Röviddel a háború vége után, 1918. szeptember 11-én Innsbruckba költözött, ahol az ókori történelem professzora lett egészen nyugdíjazásáig 1932-ig és azon túl, 1935-ig tiszteletbeli professzora maradt.
1901-től házas. Neje Therese Lehmann-Haupt (* 1864, † 1938). A házasságából két gyermek született, Hellmut Lehmann-Haupt (1903-1992) és  Miriam Lehmann-Haupt színésznő.
Lehmann-Haupt 1901-ben az első szerkesztője volt a Clio című folyóiratnak, egészen 1936-ig. Kutatásai középpontjában volt Urartu - de érdeklődött a káldeusok történelme iránt is.

## Fontosabb munkái
- Samas Schum-ukin, Babilon királya (1892)
- Altbabylonisches súlyok és mértékek rendszer az alapja az ősi súly, érme és a Mass rendszerek (1893)
- A keleti kronológia két fő problémája (1898)
- Babilónia kulturális misszió, akkor és most. Lipcse: Dieterich, 1903
- A legrégebbi anyagok Örményországról és Mezopotámiáról (1907)
- Semiramis és Sammuramat. Klio - hozzájárulás az ókori történelem 15.3 / 4, 1918
- C. F. Lehmann-Haupt (et al.), Örményország régen és most, utazás és kutatás (a Porosz Királyi Kulturális Minisztérium támogatásával) Berlin, 1910